# Raimon Duran i Reynals

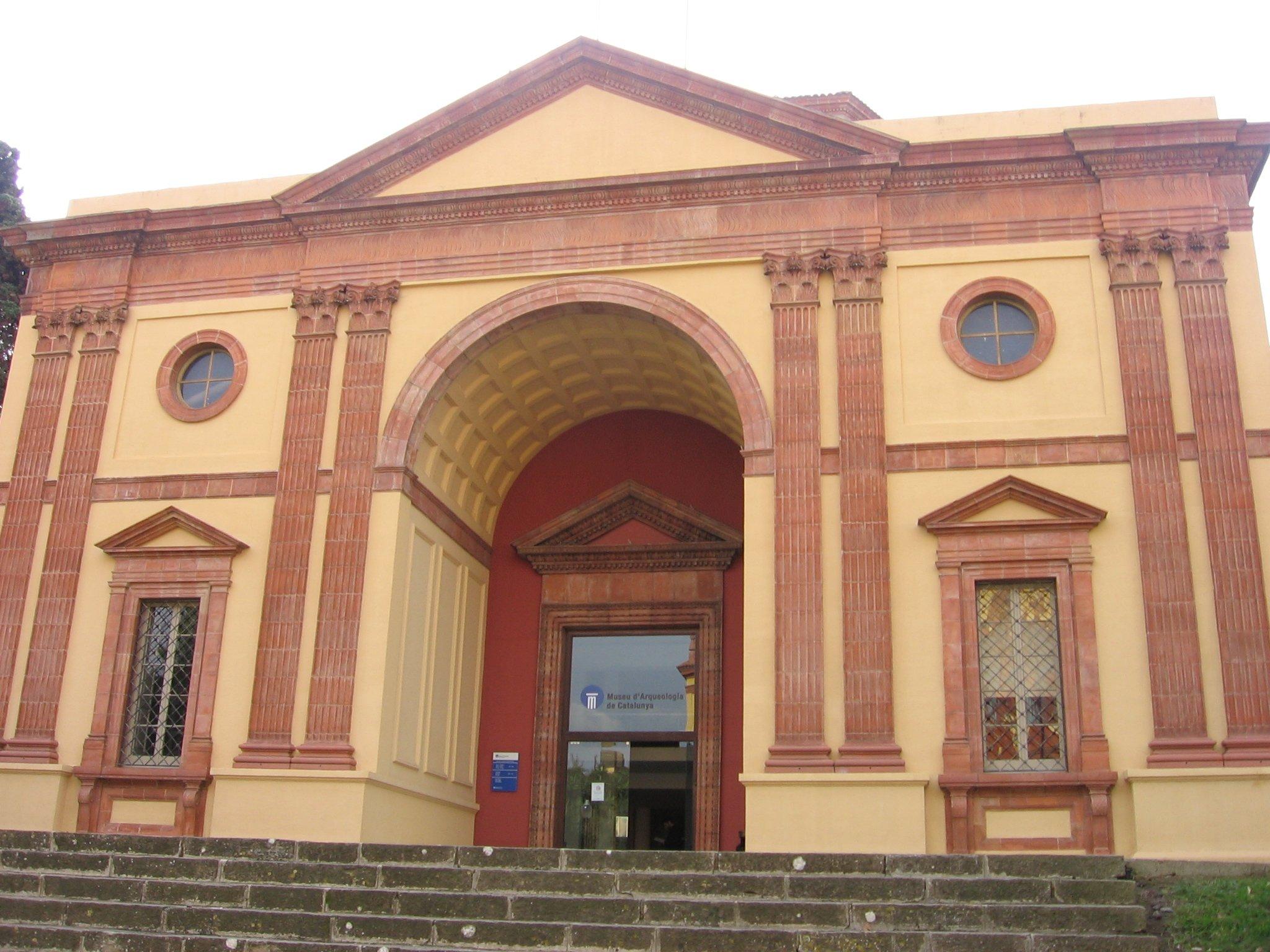
Palau de les Arts Gràfiques, actual Museu d'Arqueologia de Catalunya.

Raimon Duran i Reynals   (Barcelona, 1895 - Barcelona, 21 de maig de 1966) fou un arquitecte català, titulat el 1926.

## Biografia
Fill de l'escriptor i il·lustrador Manuel Duran i Duran i d'Agnès Reinals Mallol. Quedà orfe als onze anys, però ell i els seus quatre germans (Estanislau, Francesc, Manuel i Eudald) estudiaren a la Universitat, recolzats per les seves tietes. L'any 1911 es matriculà a l'Escola d'Arquitectura. L'any 1920 viatjà a Florència amb Nicolau Maria Rubió i Tudurí i Ramon Reventós, per estudiar les obres de Brunelleschi.
Les seves primeres obres foren el vestíbul de l'Estació de França de Barcelona i el Palau de les Arts Gràfiques per a l'Exposició Internacional de Barcelona de 1929, en col·laboració amb Pelai Martínez, actual Museu d'Arqueologia de Catalunya. Durant la República estigué influït pel racionalisme, associant-se al GATCPAC (donant lloc a les seves obres Casa Espona, al carrer Camp d'en Vidal, 1934-1935; Casa Barangé, Plaça de Jaume II, 1932-1933; Casa Cardenal, a la cantonada Llúria/Còrsega, 1935-1940; Can Móra, Pedralbes, 1935). En la postguerra retornà a un cert italianisme d'influència brunelleschiana (Església de Montserrat, actual de Maria Reina, iniciada per Nicolau Maria Rubió i Tudurí). Restaurà la sala capitular del monestir de Sant Joan de les Abadesses (1948-1963).
També es va encarregar de la reforma de la casa Lleó i Morera de Barcelona, en què es van perdre bona part dels elements dissenyats per Lluís Domènech i Muntaner.
A la Garriga va construir la casa Blanca Mitjà, carrer Banys, 45 (1942), una altra casa al carrer Banys, 30 (1927), casa Perez a la ronda del Carril, 18 (1928).. I a Blanes va projectar el Mas del Sol al Jardí Botànic Tropical Pinya de Rosa.